# Joule
Joule ou júlio (símbolo: J, plural "joules") é a unidade tradicionalmente usada para medir energia mecânica (trabalho), também utilizada para medir energia térmica (calor). No Sistema Internacional de Unidades (SI), todo trabalho ou energia são medidos em joules.
{\displaystyle \,1\,\mathrm {J} =1\,\mathrm {kg} \cdot {\frac {\mathrm {m} ^{2}}{\mathrm {s} ^{2}}}}

## Nomenclatura

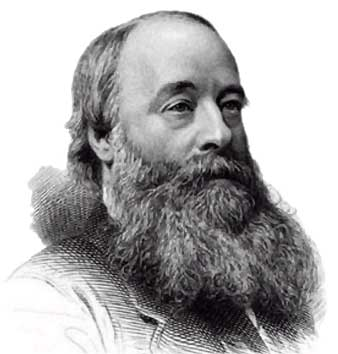
James Prescott Joule

A unidade recebeu este nome em homenagem ao físico britânico James Prescott Joule, que, em 1849, demonstrou a equivalência entre trabalho e calor, ao medir o aumento da temperatura de uma amostra de água quando uma roda de pás é rotacionada dentro dela.

## Equivalências
Um joule compreende a quantidade de energia correspondente à aplicação de uma força de um newton durante um percurso de um metro. Ou seja, é a energia que acelera uma massa de 1 kg a 1 m/s² num espaço de 1 m. Essa mesma quantidade poderia ser dita como um newton metro. No entanto, e para se evitar confusões, reservamos o newton metro como unidade de medida de binário (ou torque).
Além disso, o joule é equivalente a um coulomb volt (C·V), ou o trabalho necessário para se mover a carga elétrica de um coulomb através de uma diferença de potencial de um volt. Pode ainda ser definido como o trabalho produzido com a potência de um watt durante um segundo; ou um watt segundo (compare quilowatt-hora), com W·s. Assim, um quilowatt-hora corresponde a 3 600 000 joules ou 3,6 megajoules. Em energia, é definido pela quantidade de energia necessária para produzir uma aceleração de 1 m/s² em uma massa de 1 kg. ou pela energia potencial de uma massa de 1 kg posta a uma altura de 1 m sobre um ponto de referência, num campo gravitacional de 1 m/s². Como a gravidade terrestre é de 9,81 m/s² ao nível do mar, 1 kg a 1 m acima da superfície da Terra, tem uma energia potencial de 9,81 joules relativa a ela. Ao cair, esta energia potencial gradualmente passará de potencial para cinética, considerando-se a conversão completa no instante em que a massa atingir o ponto de referência. Enquanto a energia cinética é relativa a um modelo inercial, no exemplo o ponto de referência, energia potencial é relativa a uma posição, no caso a superfície da Terra.
Outro exemplo do que é um joule seria o trabalho necessário para levantar uma massa de 1/9,8 kg na altura de um metro, sob a gravidade terrestre, que também se equivale a um watt durante um segundo. Um joule, portanto, seria a energia potencial de uma maçã a um metro do chão. Embora apropriada para objetos macroscópicos, não é uma boa unidade para as relações da física atômica.
Um joule é exatamente igual a 107 ergs e a 1 N × m (1 newton-metro) ou 1 W × s (watt-segundo). É aproximadamente igual a 6,2415 ×1018 eV (elétron-volts), 0,2390 cal (calorias), 2,3901 ×10−4 kcal (quilocalorias), 2,7778 ×10−7 quilowatt-hora, 2,7778 ×10−4 watt-hora, 9,8692 ×10−3 litro-atmosfera, 9,4782 ×10−4 BTU. Outras unidades definidas em termos de joule são o watt-hora (3600 J), o quilowatt-hora (3,6 ×106 J ou 3,6 MJ) e a ton TNT (4,184 GJ).

## Múltiplos
| Múltiplos do Sistema Internacional para joule (J) | Múltiplos do Sistema Internacional para joule (J) | Múltiplos do Sistema Internacional para joule (J) | Múltiplos do Sistema Internacional para joule (J) | Múltiplos do Sistema Internacional para joule (J) | Múltiplos do Sistema Internacional para joule (J) | Múltiplos do Sistema Internacional para joule (J) |
| ------------------------------------------------- | ------------------------------------------------- | ------------------------------------------------- | ------------------------------------------------- | ------------------------------------------------- | ------------------------------------------------- | ------------------------------------------------- |
| Submúltiplos                                      | Submúltiplos                                      | Submúltiplos                                      |                                                   | Múltiplos                                         | Múltiplos                                         | Múltiplos                                         |
| Valor                                             | Símbolo                                           | Nome                                              | Valor                                             | Símbolo                                           | Nome                                              |                                                   |
| 10−1 J                                            | dJ                                                | decijoule                                         | 101 J                                             | daJ                                               | decajoule                                         |                                                   |
| 10−2 J                                            | cJ                                                | centijoule                                        | 102 J                                             | hJ                                                | hectojoule                                        |                                                   |
| 10−3 J                                            | mJ                                                | milijoule                                         | 103 J                                             | kJ                                                | kilojoule                                         |                                                   |
| 10−6 J                                            | µJ                                                | microjoule                                        | 106 J                                             | MJ                                                | megajoule                                         |                                                   |
| 10−9 J                                            | nJ                                                | nanojoule                                         | 109 J                                             | GJ                                                | gigajoule                                         |                                                   |
| 10−12 J                                           | pJ                                                | picojoule                                         | 1012 J                                            | TJ                                                | terajoule                                         |                                                   |
| 10−15 J                                           | fJ                                                | femtojoule                                        | 1015 J                                            | PJ                                                | petajoule                                         |                                                   |
| 10−18 J                                           | aJ                                                | attojoule                                         | 1018 J                                            | EJ                                                | exajoule                                          |                                                   |
| 10−21 J                                           | zJ                                                | zeptojoule                                        | 1021 J                                            | ZJ                                                | zettajoule                                        |                                                   |
| 10−24 J                                           | yJ                                                | yoctojoule                                        | 1024 J                                            | YJ                                                | yottajoule                                        |                                                   |
| Prefixos comuns estão em negrito.                 |                                                   |                                                   |                                                   |                                                   |                                                   |                                                   |